# Polarimetru

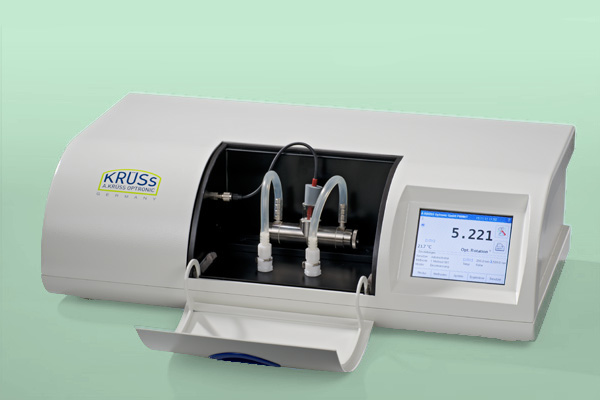
Polarimetru digital automat

Polarimetrul este un instrument pentru măsurarea unghiului de rotație care apare la lumina polarizată când aceasta trece prin substanțe optic active. 
Este alcătuit din două prisme Nicol (polarizor și analizor).
Polarizorul este fix și are rolul de a polariza liniar lumina.
Analizorul se poate roti astfel încât poate stabili poziția planului de polarizare.

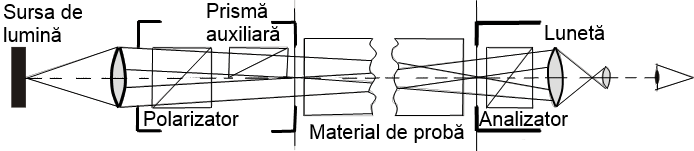
Polarimetru cu semiobturare

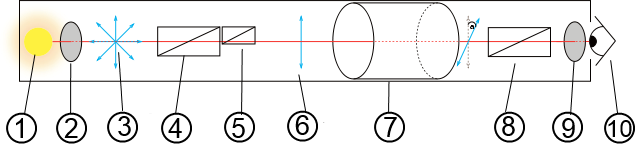
Schema de funcţionare al unui polarimetru cu semiobturare
1 - Sursa de lumină
2 - Lentilă
3 - Lumină nepolarizată
4 - Polarizor
5 - Prismă auxiliară
6 - Lumină polarizată
7 - Chiuvetă pentru studiul soluției
8 - Analizor
9 - Lunetă
10 - Ochi.